# ジェルジ・ヤンツェル
ジェルジ・ヤンツェル（Georges Janzer, 1914年9月15日 - 1989年10月18日）は、ハンガリー出身のヴィオラ奏者。
- ジョルジュ・ヤンツェル
- ゲオルク・ヤンツェル
- ゲオルグ・ヤンツェル

ブダペストの生まれ。1925年からリスト・フェレンツ音楽専門学校でオスカル・ステューダーとエデ・ザトゥレツキにヴァイオリンを学び、1934年にはジュネーヴ音楽院に留学して修士号を取得した。帰国後はしばらくブダペスト市立管弦楽団のコンサートマスターを務めたが、1940年から1978年までヴェーグ四重奏団にヴィオラ奏者として参加。第二次世界大戦後は、チェロ奏者のエヴァ・ツァコと結婚し、1967年からアルテュール・グリュミオーと夫婦でグリュミオー・トリオを結成している。
教育者としては、盟友のシャーンドル・ヴェーグと共にデュッセルドルフ音楽院でヴィオラを教え、1972年から妻と共にインディアナ大学で教鞭を取った。
ブルーミントンの自宅で就寝中に死去。